# Mohammad Temim
Mohammad Temim, de son nom complet Hajj Mohammad Temim Attitouani, était un pacha de Tétouan puis de Salé, ambassadeur du sultan Moulay Ismail en France en septembre 1681. Mohammad Temim était accompagné par Ali Maâninou, ainsi que six autres légats. Ils ont visité Paris le 4 janvier 1682,. Il a pu explorer de nombreux aspects de la vie intellectuelle et artistique française. Il a assisté à une représentation de l'opéra Atys de Jean-Baptiste Lully. Il a également visité Notre-Dame de Paris, où il a assisté à un concert d'orgue. Mohammad Temin a montré un grand intérêt dans les arts et les sciences. À son retour, il a reçu de beaux cadeaux d'adieu de Louis XIV.
Un autre ambassadeur du Maroc Abdellah Benaïcha aurait visité la France en 1699-1700.

## Histoire

### Ambassade du Hajj Mohammad Temim (1681-1682)
En juin 1681, Jean Bart capture 103 Marocains sur un navire salétin puis le chevalier de Béthune prend un équipage de 125 Marocains . Ils sont envoyés aux galères de Marseille. Un mois plus tard un traité est signé à la Mamora entre le Maroc et la France, contre l’Angleterre et l’Espagne, qui ne sera pas ratifié par Louis XIV en raison de la persistance de la course salétine.
Le 28 août 1681, Charles Colbert de Croissy adresse une lettre à Le Febvre de La Barre, le secrétaire d'État désavoue son agent. Louis XIV refuse de ratifier le traité du 13 juillet. La France ne désire pas la venue d'un ambassadeur marocain : 

« Elle [Sa Majesté] m'a ordonné de vous escrire qu'Elle veut que vous retourniez avec le pretendu ambassadeur de ce roy, qui vient icy, et que vous le reportiez en son paÿs, Sa Majesté ne voulant pas entendre parler d'une paix aussy honteuse que celle que vous avez fait. […]. […] Elle [Sa Majesté] m'ordonne de vous dire qu'elle ne veut point d'alliance particulière avec le roy de Maroc, et que, si cet ambassadeur a quelque raison pour prétendre qu'on luy ces deux cens en tant d'hommes d'equipage escouez sur les costes de Portugal, Sa Majesté veut que vous le reportiez à l'instant mesme au lieu où vous l'avez pris ; mais, s'il n'avoit aucune raison ny pretexte de demander ces deux cens et tant d'hommes, en ce seul cas, qui n'est pas vreysemblable, Sa Majesté vous permet de le laisser à Brest  et vous en venir icy en poste pour rendre compte de ce que vous avez fait […]. »

Le 21 septembre 1681, le gouverneur de Tétouan, Temim, s'embarque à Tahaddert, l'avant-port de Tétouan, sur le navire du chevalier Le Febvre de La Barre, pour la France. Arrivé à Brest le 7 octobre après avoir rencontré des obstacles à Lisbonne, sur son chemin vers Paris, ce qui fait que son voyage dura 3 mois et 10 jours , il est finalement reçu par Louis XIV au château de Saint-Germain-en-Laye le 4 janvier 1682, cependant le roi de France veut renégocier un nouvel accord avec l'envoyé de Moulay Ismaïl pour remplacer celui de juillet 1681. Le 29 janvier 1682, après des négociations avec les ministres Charles Colbert de Croissy et Jean-Baptiste Colbert de Seignelay, un traité commercial été signé à Pied d'Égalité entre les deux parties; cette trêve est composée de 20 articles, toutes les contre-propositions de Mohammad sont rejetées : 

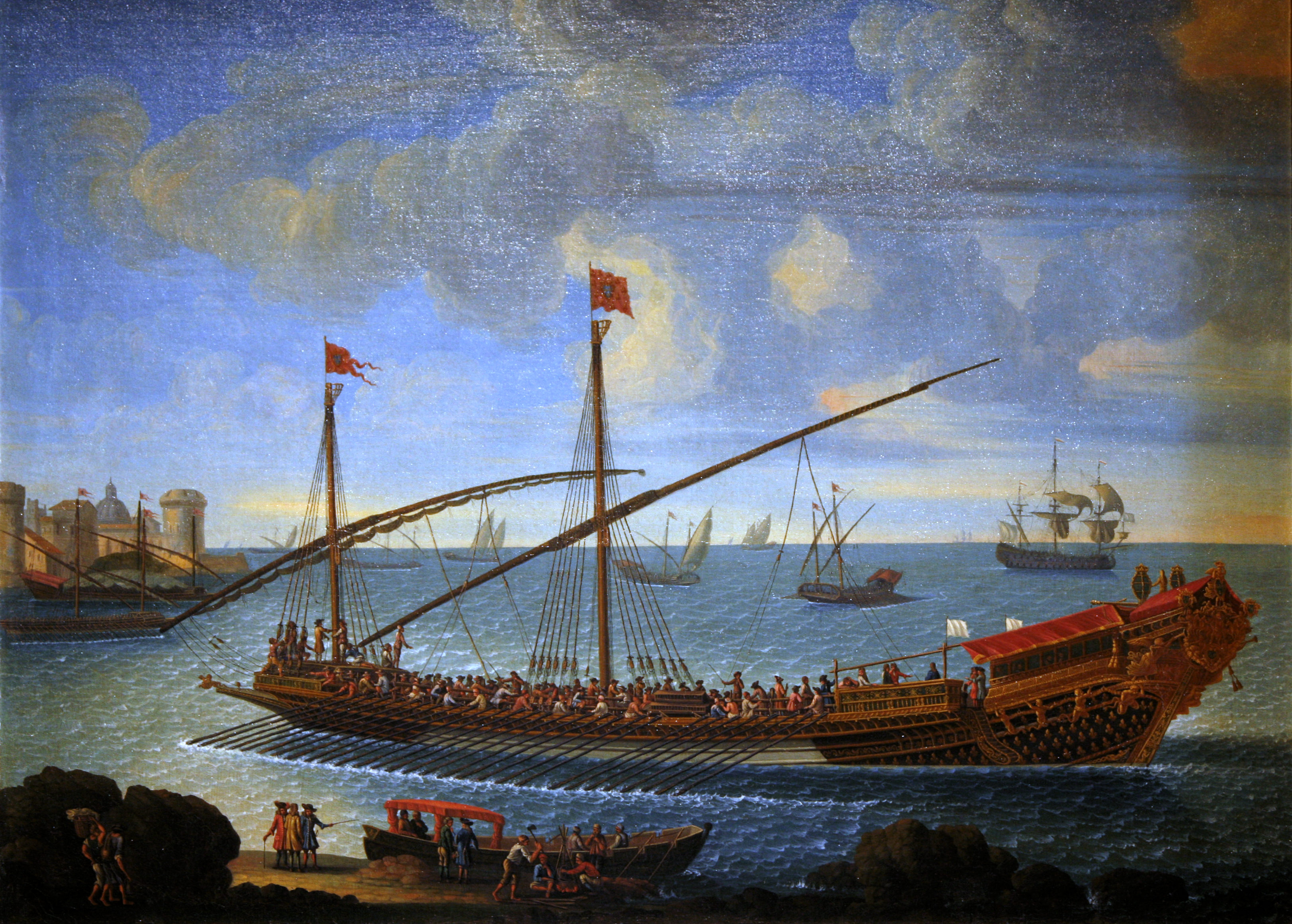
Anonyme, La Réale retournant au port, (vers 1694), Musée national de la Marine

- Les deux premiers articles affirment la paix entre les deux pays,

- Les deux suivants concernent la libre navigation des bâtiments français et marocains,

- Le 5e point prévoit une aide marocaine contre les autres corsaires musulmans,

- Le septième article stipule le rachat réciproque au prix de trois cents livres pièce permettant aux deux partis contractantes de rapatrier leurs captifs respectifs;

L'ambassadeur marocain Temim offre à Louis XIV un lion, une lionne, une tigresse et 4 autruches et repart avec des lustres, des fusils, des pendules et des montres.
À Toulon, les captifs ont été mis dans les galères ou dans les salles hautes de l'hôpital, afin qu'il ne puisse les voir, les autorités de la galère royale française (La Réale) lui firent comprendre qu'aucun Marocain n'était en captivité en France. En tout état de cause, l'ambassadeur devient mécontent ce que Louis XIV ne peut qu'approuver,. Mohammad voulut voir les captifs venant d'autres pays, et on lui répondit alors qu'ils étaient en haute mer. Il s'embarque de cette ville pour rejoindre Tétouan le 22 mars 1682.
Louis XIV nomme Saint-Amans ambassadeur au Maroc, il doit obtenir du sultan Moulay Ismaïl le respect du traité du 29 janvier. Le Vaillant arrive à Tahaddert, l'avant-port de Tétouan. Les Marocains tirent 3 coups de canon pour saluer l'arrivée de l'ambassadeur français qui est accueilli  par le gouverneur Temim. L'ambassade française sera conduite à Meknès auprès du sultan Moulay Ismaïl qui ordonne la renégociation d'un accord, Saint-Amans refuse. 
En février 1683, à Tétouan, François Pétis de La Croix reçoit une lettre de Moulay Ismaïl destinée à Louis XIV, ainsi que 20 esclaves français libérés par le sultan : il regrette que le roi français n'ait pas envoyé de captifs marocains avec son ambassadeur. Il propose l'échange d'esclaves tête pour tête. Le roi de France répond par lettre au sultan marocain, il s'en tient au traité du 29 janvier 1682 qui prévoit à l'article 7 le rachat des esclaves.

## Sources littéraires
1. ↑  Wilfrid Blunt, p. 196
2. 1 2 3 4  Nabil Matar, p. XXI
3. ↑  Nabil Matar, p. 197
4. 1 2  Lucien Bély, p. 188
5. ↑  Abdelaziz Riziki Mohamed, p. 187